# Rúnar Páll Sigmundsson
Rúnar Páll Sigmundsson (5 maggio 1974) è un allenatore di calcio ed ex calciatore islandese, di ruolo centrocampista.

## Carriera

### Giocatore

#### Club
Sigmundsson giocò con la maglia dello Stjarnan. Passò poi al Fram Reykjavík, prima di trasferirsi ai norvegesi del Sogndal nel 1994. Tornò poi allo Stjarnan. Nella parte finale della carriera, vestì la casacca dello HK Kópavogur.

#### Nazionale
Rappresentò l'Islanda a livello Under-17 e Under-19.

### Allenatore
Sigmundsson diventò allenatore dello HK Kópavogur nel 2008 e ricoprì questa posizione fino al 2009. Dal 2010 al 2012 fu il tecnico del Levanger, in Norvegia. Nel 2013 guidò lo Skínandi.
Nel 2014, diventa allenatore dello Stjarnan con cui conquista il primo titolo nazionale personale e del club islandese.

## Palmarès
- Úrvalsdeild: 1

2014